# Telophorus quadricolor
El bubú verde (Telophorus viridis) es una especie de ave en la familia Malaconotidae. Numerosas autoridades consideran al Telophorus viridis viridis como la subespecie nominada.  Otros consideran que ambas son especies diferentes, en cuyo caso esta especie es denominada Telophorus quadricolor, siendo este grupo distinguido en épocas recientes.

## Distribución
Se lo encuentra en Kenia, Malawi, Mozambique, Somalia, Sudáfrica, Suazilandia, Tanzania, y Zimbabue.